# Jimmie Åkesson

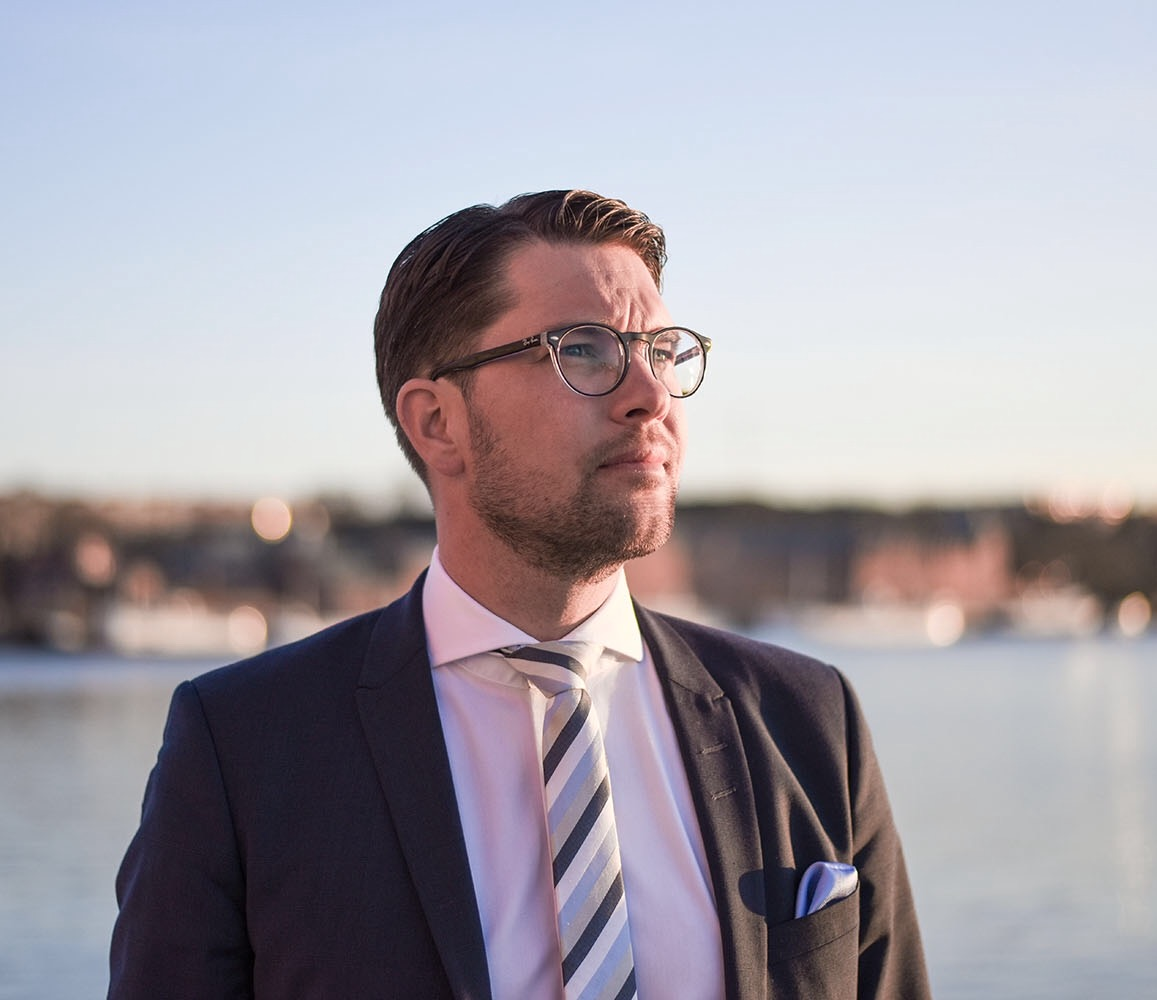
Jimmie Åkesson (2016)

Per Jimmie Åkesson (* 17. Mai 1979 in Ivetofta, Valje, Gemeinde Bromölla) ist ein schwedischer Politiker und Vorsitzender der schwedischen Partei Sverigedemokraterna (SD).

## Leben
Bevor er Politiker wurde, studierte er ab 1999 unter anderem Politikwissenschaft, Philosophie und Recht an der Universität Lund. Er wurde als Nachfolger von Mikael Jansson 2005 zum Parteivorsitzenden gewählt, warf einige Skinheads aus der Partei und sorgte für ein bürgerliches Bild der Partei. Statt einer brennenden Fackel blüht im Parteilogo jetzt eine blau-gelbe Blume.
Åkesson zog nach der Wahl 2010 mit seiner Partei erstmals mit 19 weiteren Schwedendemokraten in den schwedischen Reichstag ein. Im Wahlkampf 2018 forderten die SD eine strengere Flüchtlingspolitik und den Einsatz des Militärs gegen Kriminelle. Die Partei setzte sich auch gegen die gleichgeschlechtliche Ehe ein und forderte eine Volksabstimmung über einen EU-Austritt.
Er lebte mit der Politikerin der SD Louise Erixon (geb. 1989) und dem gemeinsamen Sohn (geb. 2013) in Sölvesborg, wo er aufgewachsen war. Das Paar trennte sich im Frühjahr 2020.
2024 heiratete er Matilda Kärnerup.

## Positionen
Åkesson forderte am 25. November 2023 in einer Rede auf dem Parteitag der Schwedendemokraten, die Errichtung neuer Moscheen zu stoppen. Moscheegebäude, in denen antidemokratische oder antisemitische Propaganda verbreitet werde, müssten abgerissen werden. Islamische Symbole wie Minarette und Halbmonde sollten aus dem Stadtbild „vollständig entfernt“ werden. 
Militärfachleute in Schweden befürchteten, dass diese Äußerungen die negative Wahrnehmung Schwedens in muslimischen Ländern noch verstärken und die Aussicht auf einen baldigen NATO-Beitritt Schwedens verschlechtern könnte. Schwedens Ministerpräsident Ulf Kristersson wies die Forderung nach einem Abriss von Moscheen scharf zurück.

## Schriften

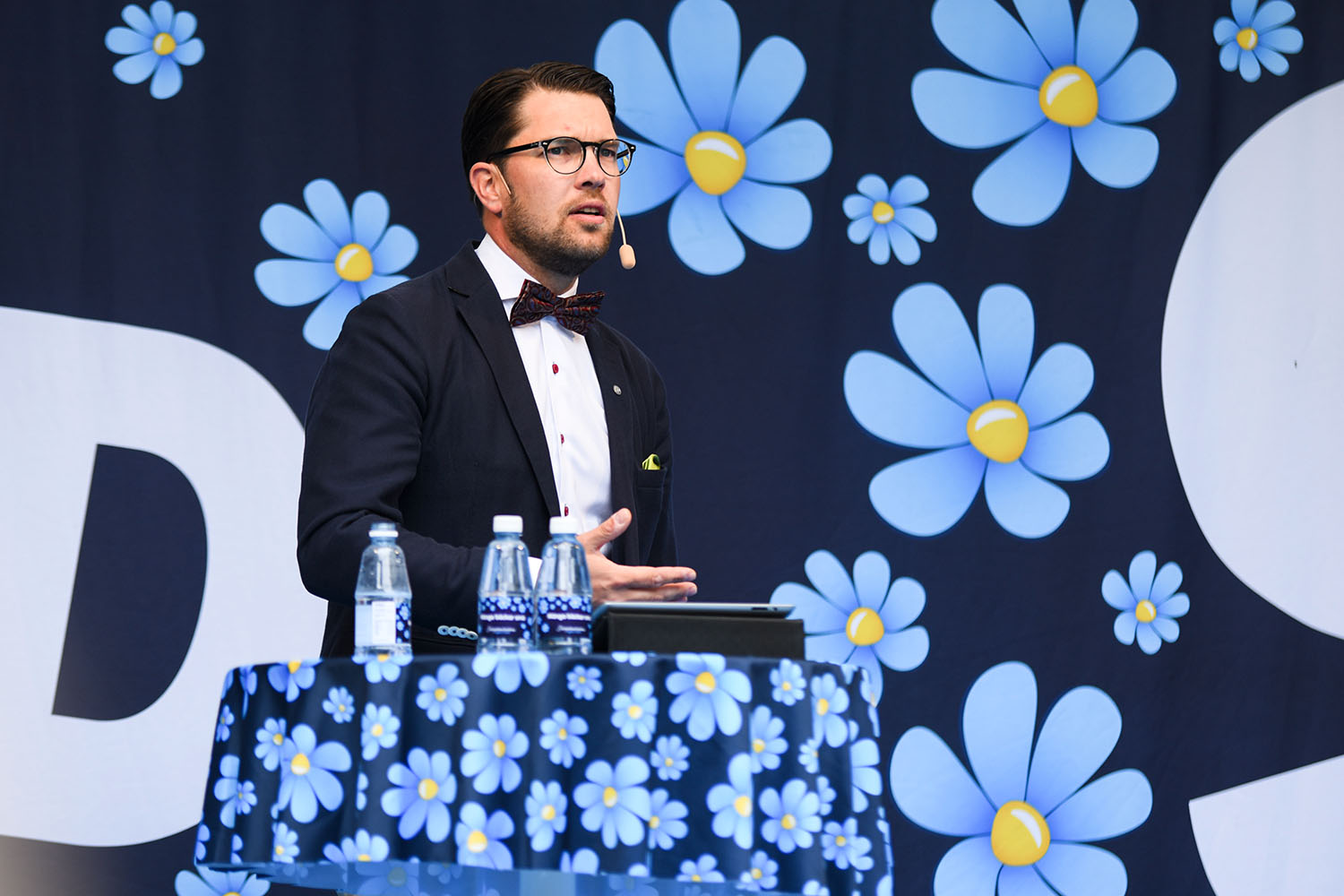
Jimmie Åkesson hält eine Rede (2016)

- Satis polito, 2013 (Autobiografie) ISBN 9-198116207
- Det moderna folkhemmet, 2018 ISBN 978-9-198116243